# 2012年臺灣
|        | 臺灣歷史 \| 台灣歷史年表 |
| 世纪： | 20世纪臺灣 \| 21世纪臺灣 \| 22世纪臺灣 |
| 年代： | 1980年代臺灣 \| 1990年代臺灣 \| 2000年代臺灣 \| 2010年代臺灣 \| 2020年代臺灣 \| 2030年代臺灣 \| 2040年代臺灣                                           |
| 年份： | 2007年臺灣 \| 2008年臺灣 \| 2009年臺灣 \| 2010年臺灣 \| 2011年臺灣 \| 2012年臺灣 \| 2013年臺灣 \| 2014年臺灣 \| 2015年臺灣 \| 2016年臺灣 \| 2017年臺灣 |
| 纪年： | 壬辰年（龙年）、中華民國101年 |

## 政府

### 國家正副元首

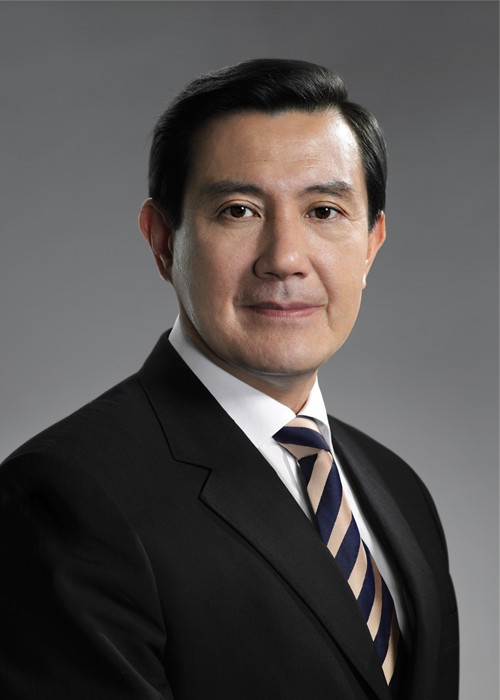
總統：馬英九
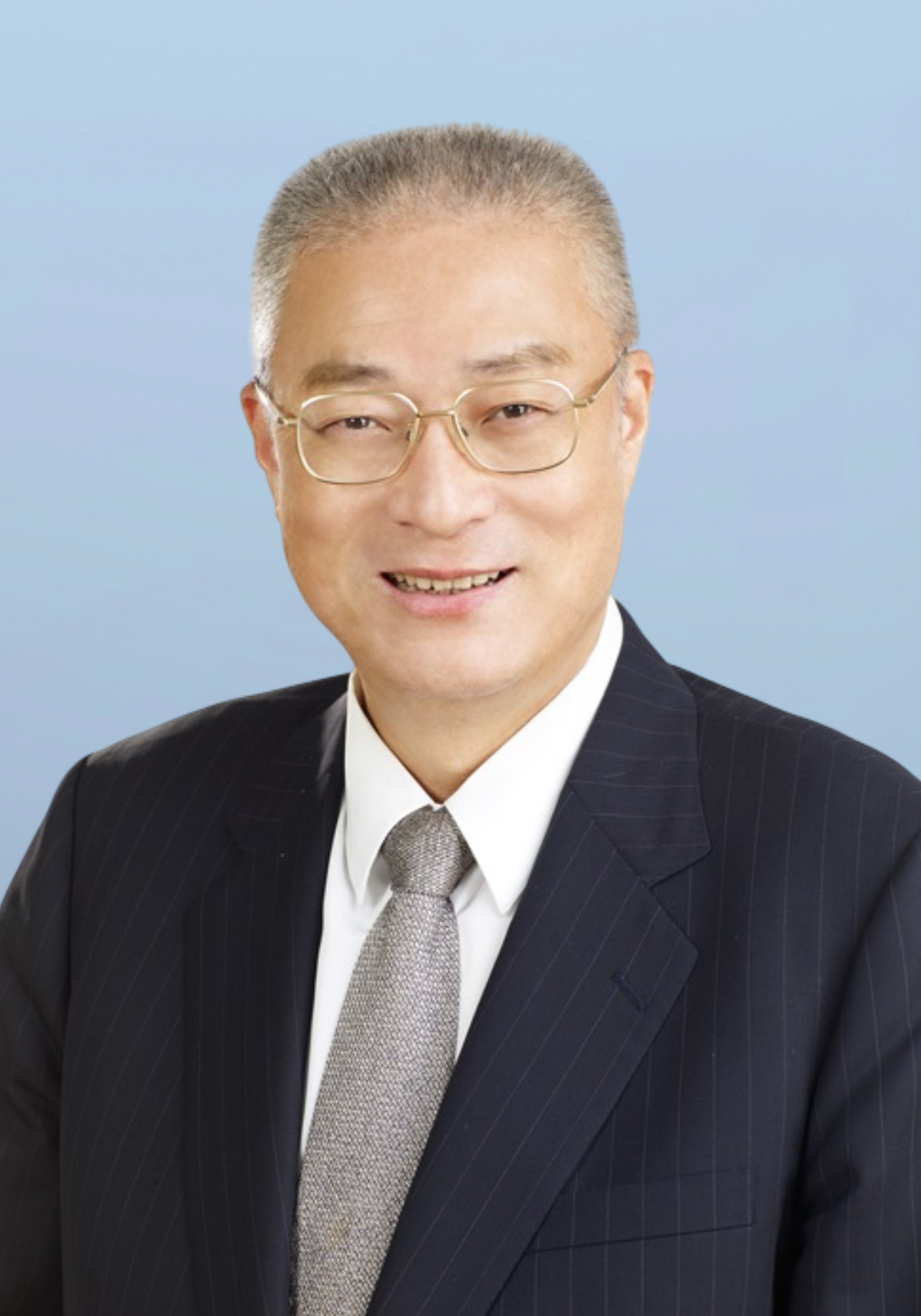
副總統：吳敦義

### 五院首長

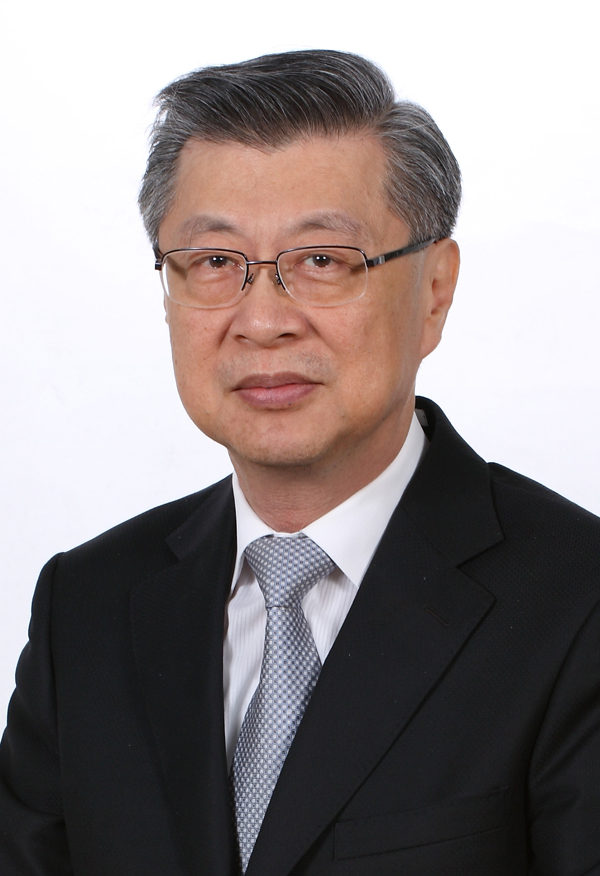
行政院院長：陳冲
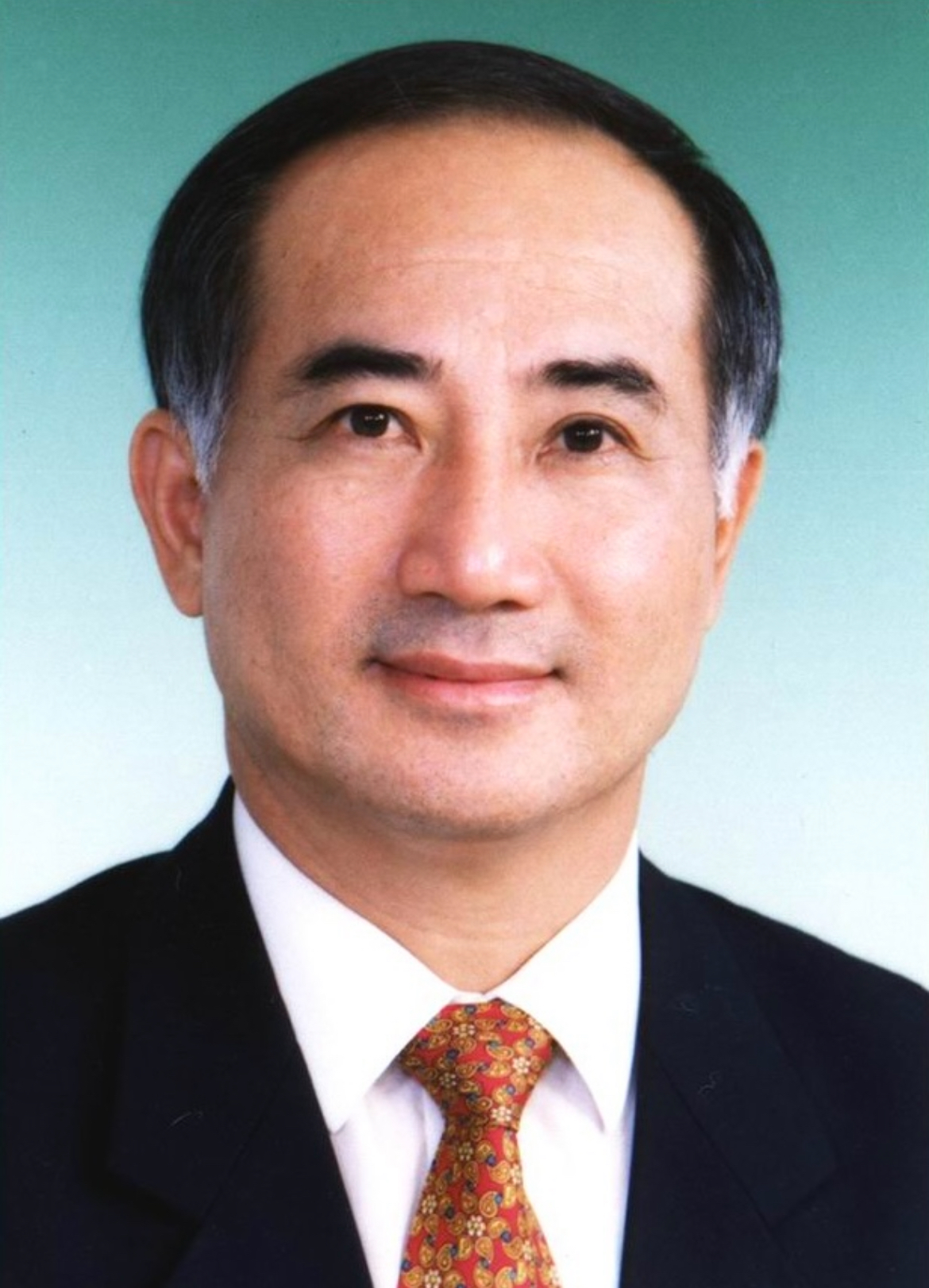
立法院院長：王金平
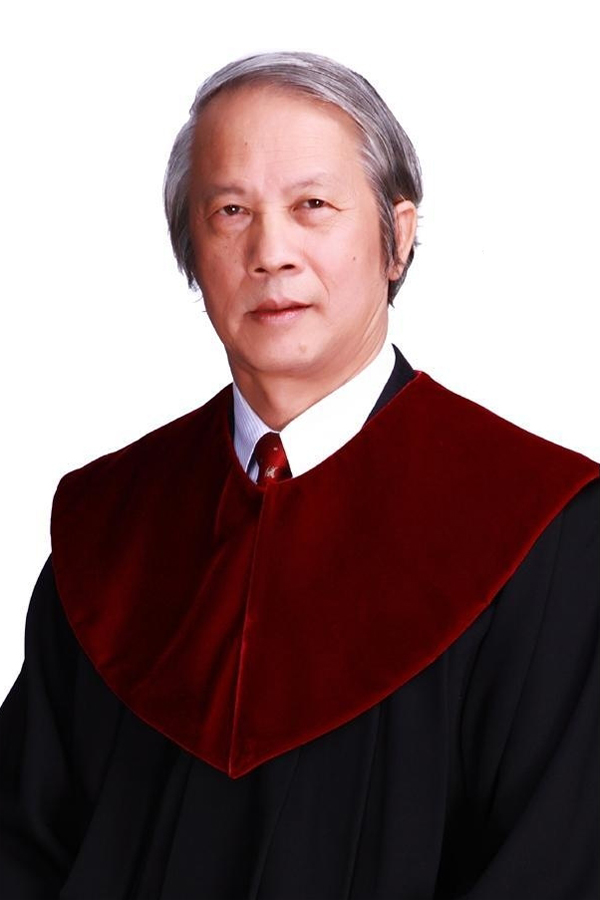
司法院院長：賴浩敏
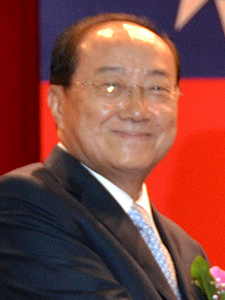
考試院院長：關中
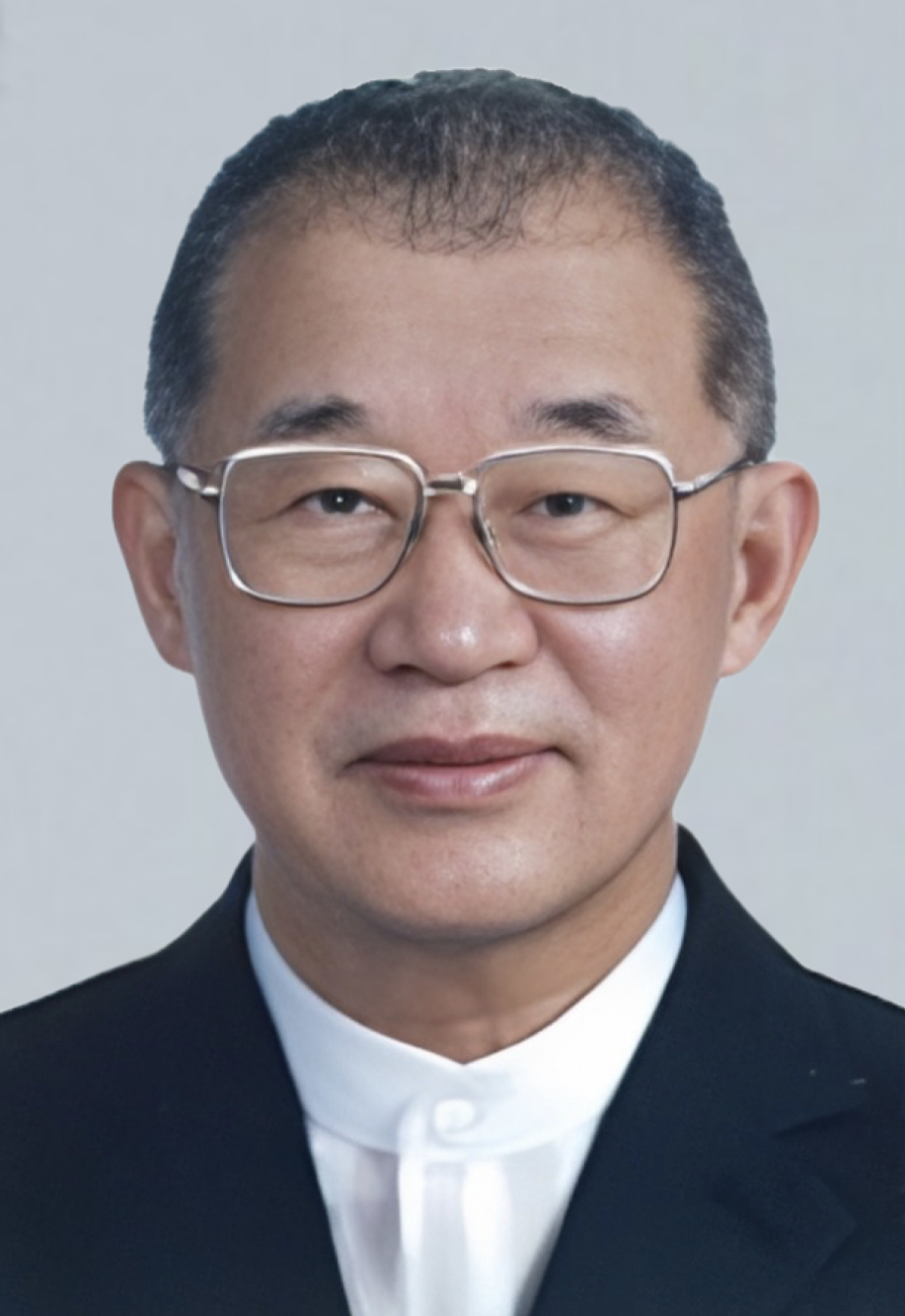
監察院院長：王建煊

### 省政府主席

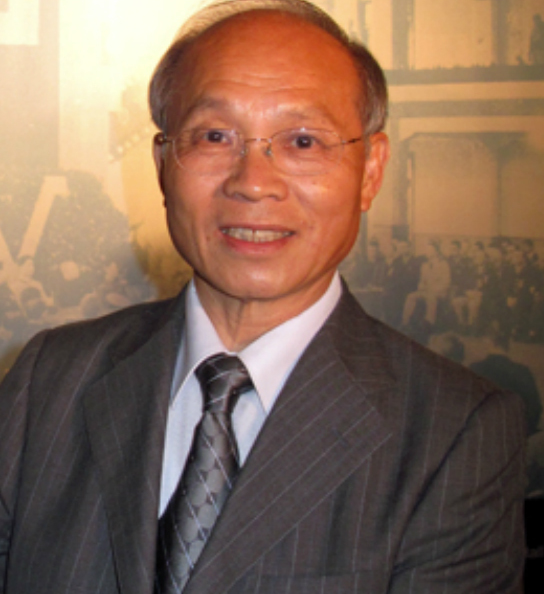
臺灣省政府主席：林政則
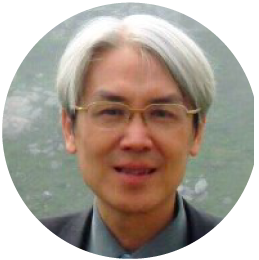
福建省政府主席：薛承泰

### 成員變動

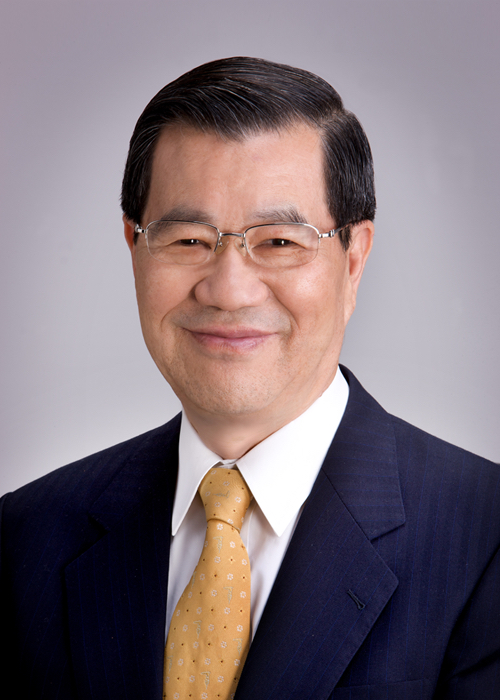
副總統：蕭萬長（任期屆滿）
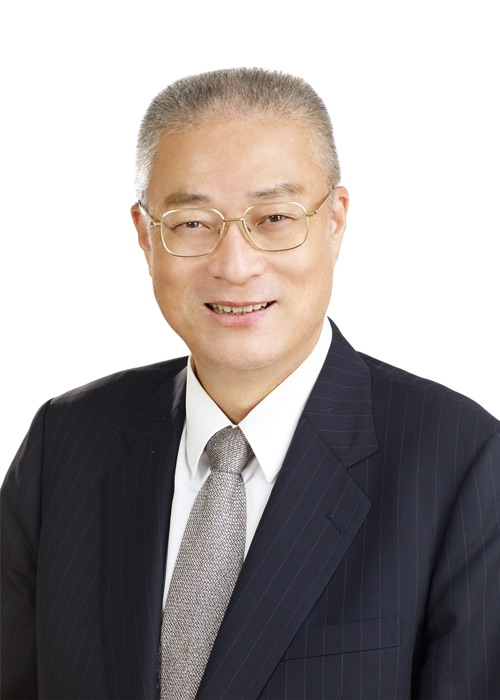
行政院院長：吳敦義（轉任副總統）

## 大事記
2012年台灣：1月 - 2月 - 3月 - 4月 - 5月 - 6月 - 7月 - 8月 - 9月 - 10月 - 11月 - 12月

### 1月
- 1月5日，兩名在日本東京就讀語言學校的台灣籍女留學生，被發現在宿舍遭到殺害身亡，涉有重嫌的台灣籍張姓男學生於9日在名古屋被日本警方逮捕後自刎身亡，是為2012年東京台灣女留學生命案。[1][2][3][4][5][6]
- 1月5日，興建長達11年的台北捷運新莊線，第一階段的大橋頭站－輔大站路段正式通車。[7][8][9][10]

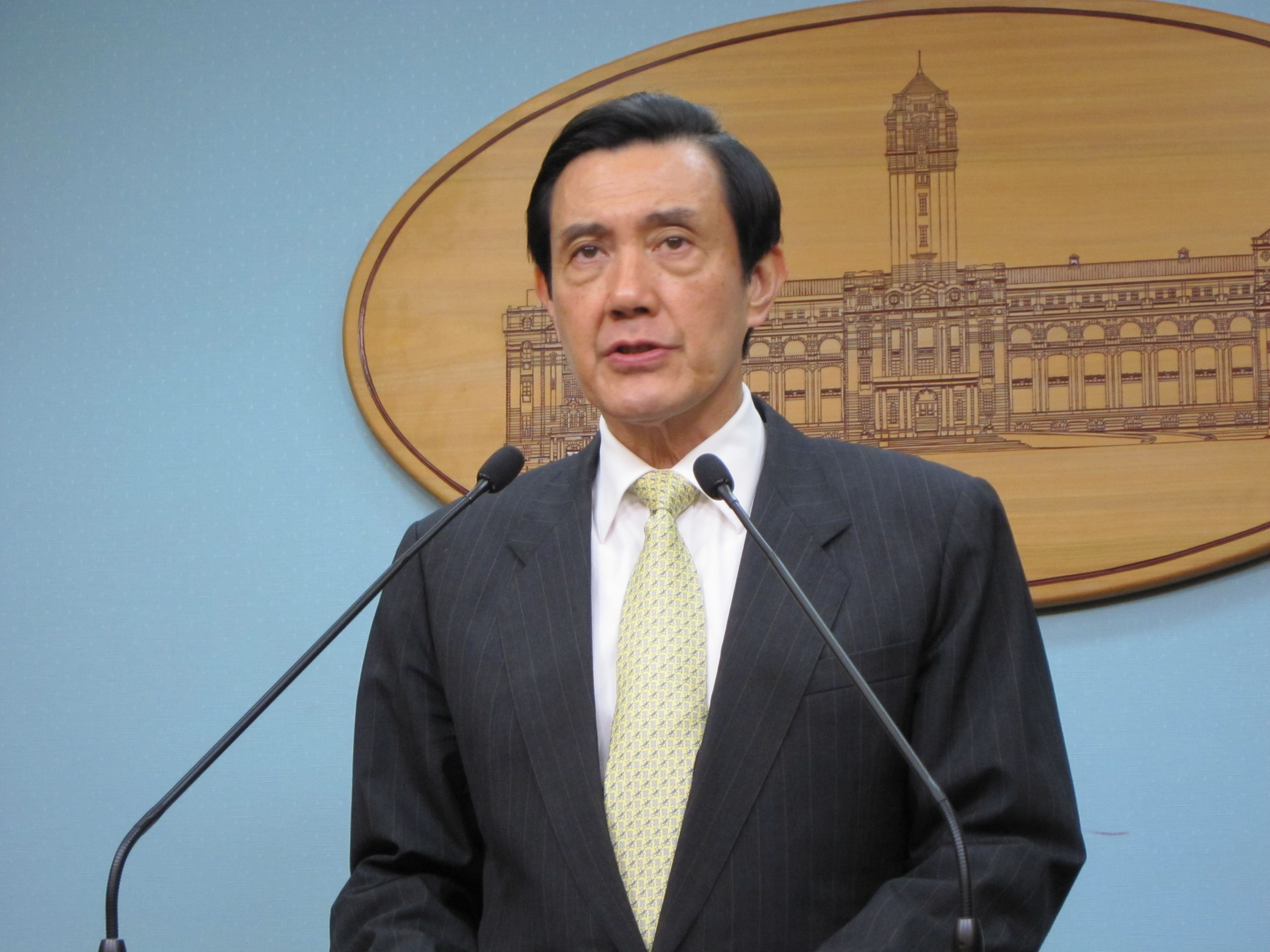
中華民國第12、13任總統馬英九

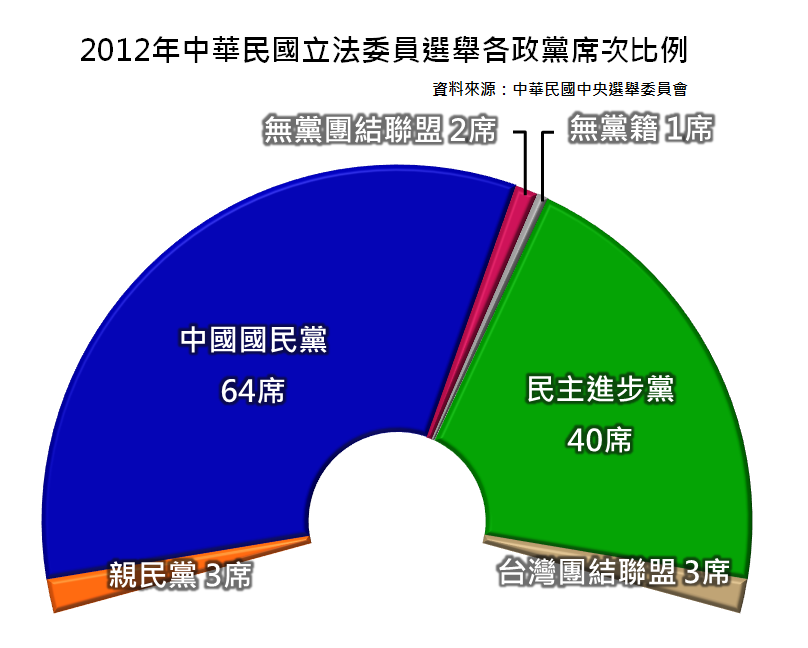
第八屆立法委員席次分布圖

- 1月14日，第十三任總統與第八屆立委大選結果揭曉，總統、副總統由馬英九搭擋吳敦義連任成功，立法委員席次則分別為國民黨64席、民進黨40席、親民黨與台聯各3席、無盟2席、無黨籍1席。[11][12][13][14][15][16][17][18]
- 1月17日，台鐵第278次太魯閣號列車在通過埔心車站前與闖越平交道之砂石車相撞，造成駕駛當場身亡、22名旅客輕重傷。[19]

### 2月
- 2月1日，第8屆立法委員在本日報到宣誓就職，並同時選出第8屆立法院院長、副院長。國民黨籍立委王金平連任5屆立法院院長，國民黨籍立委洪秀柱則成為第1位女性立法院副院長。[20][21][22]
- 2月2日，藝人Makiyo與友人晚間在台北東區搭乘計程車時與林姓司機發生口角，Makiyo和日本籍友人友寄隆輝憤而毆打林姓計程車司機，造成林姓司機頭部重傷、肋骨多處斷裂，引發社會輿論撻伐不斷。檢方於2月10日依重傷害未遂罪起訴Makiyo和友寄，分別具體求處四年、六年徒刑。[23]
- 2月4日，NBA籃球員林書豪替補其他主力球員上場逾36分鐘，獲全場最高得分等優異成績並幫助紐約尼克獲勝，引發美國“林書豪風潮”。由於林的父母家鄉均來自台灣，相關訊息在台灣亦受到熱烈關注。[24]
- 2月13日，有「帽子歌后」之稱的資深藝人鳳飛飛，經友人證實在1月3日因肺癌病逝於香港，享壽60歲，遺體經火化後已安葬於出生地桃園大溪。[25][26][27][28]
- 2月26日，屏東縣霧台鄉在上午10：35發生芮氏規模6.1的地震，南部各縣市與台東縣皆受到影響，為近兩年來台灣本島震度最大的地震。[29][30]

### 3月
- 3月3日，農委會防檢局證實在彰化與台南兩處養雞場檢出H5N高病原禽流感病毒，並宣布已撲殺5萬7500餘隻病雞。消息宣布後，遭到輿論批評隱匿禽流感疫情，防檢局局長許天來在隔日請辭獲准，監察院與檢方亦展開調查相關官員是否失職。[31][32][33][34][35][36][37][38][39]
- 3月5日，針對美牛問題，行政院在晚間以新聞稿宣布對飼料添加萊克多巴胺的牛肉「有條件解禁」，並提出「安全容許、牛豬分離、強制標示、排除內臟」的原則，其他種類的瘦肉精則不在解禁範圍。[40][41]
- 3月26日，空軍救護隊一架隸屬嘉義基地編號7017的S-70C海鷗直升機，晚間前往台東外海執行救援任務時因不明原因失事墜海，機上6人僅1人獲救，其餘失蹤5人尚在搜救中。[42][43][44][45]
- 3月28日，臺北市政府動員上千名警力強制拆除不願參與都市更新的士林王家，成為台灣首件政府強拆仍有住戶之民宅的都市更新案。[46]

### 4月
- 4月12日，經濟部下午召開記者會宣布新電價方案，家庭用電平均漲幅約16.9%，最低級距由110度提高至120度；商業用電平均調幅為30%、工業用電平均調幅為35%。新電價預定5月15日正式實施。[47][48]
- 4月24日，旅美職棒投手王建民被媒體披露在2010年發生婚外情，今日在美國佛州維耶拉召開記者會說明並公開道歉。[49][50][51][52][53][54]
- 4月26日，行政院院會通過攸關證所稅復徵的《所得稅法》及《所得基本稅額條例》部分條文修正草案，將個人證所稅的扣除額從財政部建議的300萬元提高到400萬元，稅率由20%降為15-20%，由行政院視情況定之；證交稅則不調整。預估證所稅復徵後，可增加稅收逾百億元。[55][56][57][58]

### 5月
- 5月1日，馬英九總統晚間宣布：電價調漲案分三階段實施，6月10日調漲原公告方案四成，12月10日再調漲四成，最後兩成將視台電能否拿出人民能接受的具體改革成效，再決定實施日期。[59][60][61][62]

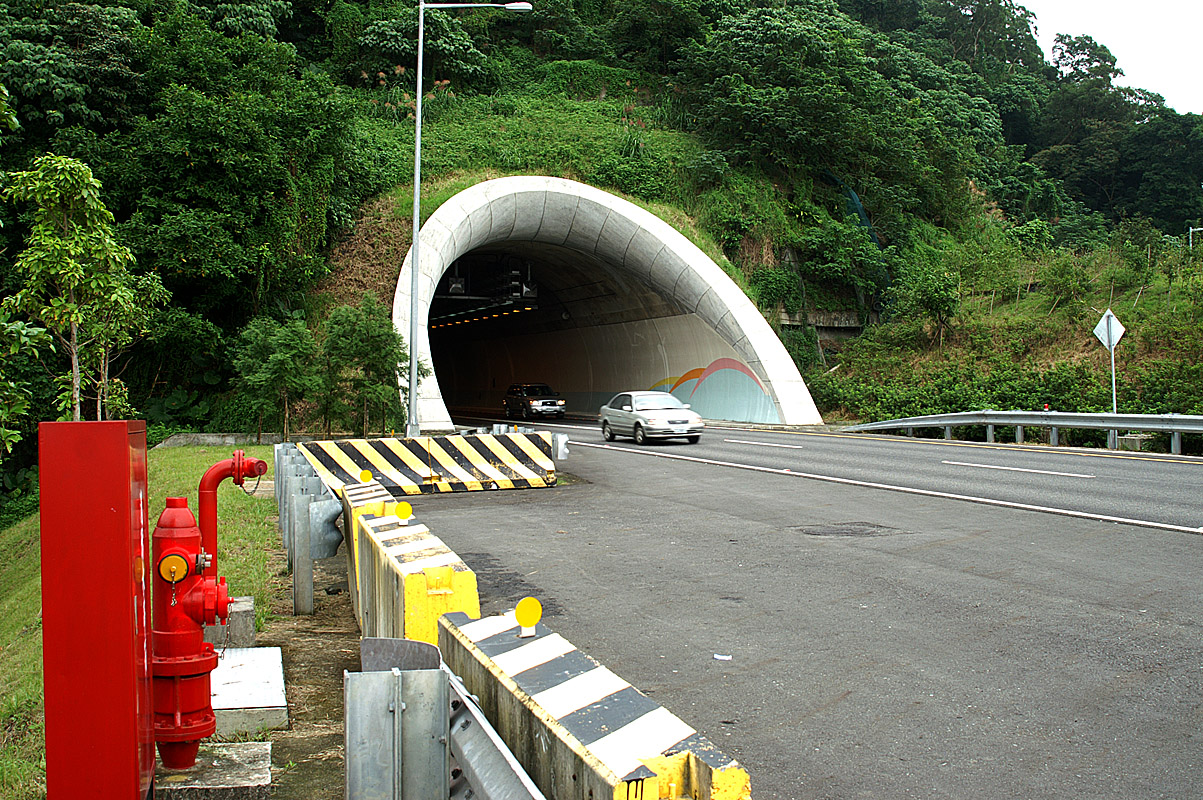
雪山隧道

- 5月7日，國道五號雪山隧道下午發生車輛追撞起火事故，造成2人死亡、31人被濃煙嗆傷，隧道內上百人一度受困待援，為該隧道開通以來最嚴重的交通事故。[63][64][65]
- 5月20日，馬英九、吳敦義就任中華民國第十三任總統、副總統，上午於總統府舉行就職典禮，晚間在圓山飯店舉行就職國宴。與此同時，在野黨連續兩天發起活動抗議馬政府施政無能。[66][67][68][69]
- 5月27日，民進黨舉行第14屆黨主席選舉，前行政院長蘇貞昌以55,894票、約50.47%的得票率從五位候選人中勝出，於5月30日正式上任。[70]
- 5月29日，財政部部長劉憶如因證所稅復徵版本與立法院不合宣布請辭，行政院在隔日准辭，並於5月31日宣布由前財政部次長張盛和接任。[71][72][73][74][75][76]

### 6月
- 6月2日，在最高法院判決環評案無效定讞後，台東縣政府重啟美麗灣度假村開發案環評案，引發民間團體抗議。[77]
- 6月18日，在新竹縣擔任科技公司經理的臺灣公民鍾鼎邦在中國遭拘捕，引發家屬與全球各界的持續救援行動。[78][79][80]

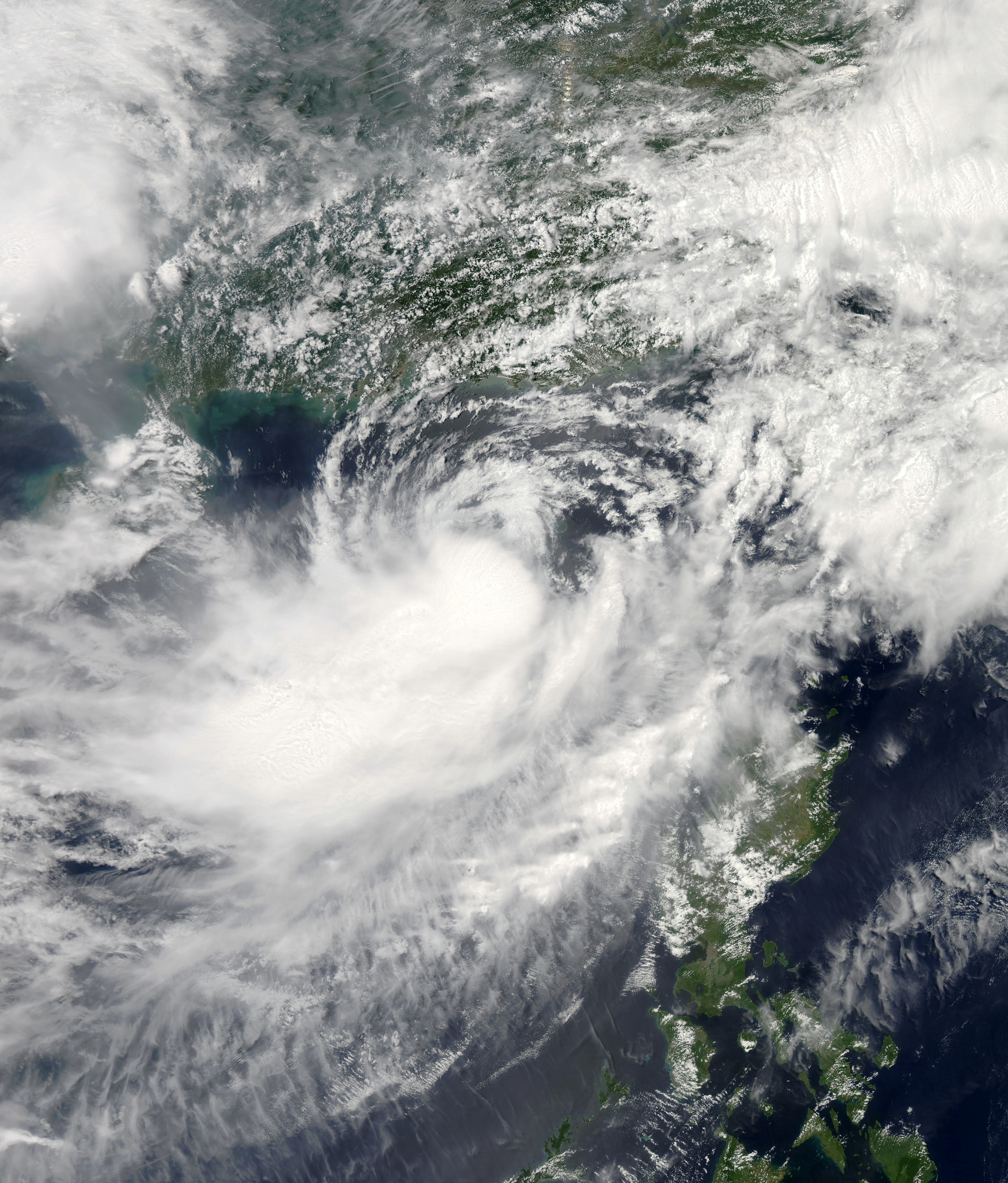
泰利颱風

- 6月19日，中央氣象局於晚間11時30分發布輕度颱風泰利的海上陸上颱風警報，警戒範圍包括台灣西部新竹以南地區與台東縣，以及澎湖、金門等外島地區。全國共有11個縣市宣布隔日停止上班上課。[81][82][83][84]
- 6月21日，中央氣象局於上午2時解除輕度颱風泰利的陸上颱風警報，稍後在上午5時30分解除海上颱風警報，但南部仍須嚴防豪大雨發生。[85][86]
- 6月23日，第23屆金曲獎流行音樂類頒獎典禮晚間於台北小巨蛋舉行。[87][88][89][90][91][92]

### 7月
- 7月2日，前行政院秘書長林益世涉及貪汙索賄案，應訊坦承收受及索取賄賂，晚間遭台北地方法院裁定收押禁見。[93]
- 7月7日，馬祖博弈公投結果出爐，最終以1,795票，約57.23%的比率獲得通過，成為唯一通過之關於是否開放博弈事業之地方公民投票。[94]
- 7月25日，立法院臨時會三讀通過《所得稅法》與《所得基本稅額條例》部分條文修正案，正式從明年起復徵證所稅；攸關美牛問題的《食品衛生管理法》修正案亦於同日通過，未來只要符合衛生署所訂萊克多巴胺安全容許殘量標準的牛肉，都將開放進口。[95][96][97][98]
- 7月25日，國家通訊傳播委員會（NCC）在晚間有條件通過旺旺中時媒體集團併購台灣最大有線電視系統商中嘉網路案，NCC要求旺中集團必須履行與中天新聞台完全切割、中視新聞台轉型為非新聞台、中視要設立獨立新聞編審制度等3個「停止條件」，以及25項附帶條件，作為准許併購中嘉網路的前提。[99][100]
- 7月29日，於倫敦舉行的2012年夏季奧林匹克運動會舉重女子53公斤級項目，來自雲林縣的許淑淨奪下銀牌，為中華台北奧運代表團本屆奧運第一面獎牌。[101]
- 7月30日，中央氣象局在晚間8時30分發布輕度颱風蘇拉的海上颱風警報，警戒海域為巴士海峽、台灣東南部（含綠島、蘭嶼）及台灣東北部；隔日晚間8時30分再發布陸上颱風警報，東台灣與台灣全島陸續納入警戒範圍。[102][103][104]

### 8月
- 8月3日，因蘇拉颱風逐漸遠離，中央氣象局在上午8時30分解除台灣本島的陸上颱風警報，下午2時30分全面解除台灣地區的海上陸上颱風警報。[105][106]
- 8月3日，海軍一六八艦隊在7月26日於東部外海執行年度驗收演習時，駛出台灣所轄防空識別區，進入日本與那國島附近的公海。國防部作出懲處，將艦隊長張鳳強少將記大過調職，相關主事人員全部移送軍法偵辦。[107][108][109]
- 8月22日，台灣第一位天主教樞機、天主教高雄教區榮休主教單國璽因肺腺癌病情惡化，傍晚病逝於新店耕莘醫院，享壽88歲。[110][111]
- 8月23日，中央氣象局於上午5時30分發布天秤颱風的海上陸上颱風警報；颱風於8月24日清晨5時在屏東縣牡丹鄉登陸，7時30分左右在屏東縣枋山鄉出海，向西南西轉西南進行，但已在恆春半島帶來嚴重災情。[112][113][114][115]
- 8月23日，涉嫌迷姦與偷拍女藝人與模特兒性愛光碟的前元大金控董事李岳蒼庶子李宗瑞，在8月1日遭到台北地檢署通緝後，晚間主動到案說明，隔日清晨被裁定收押但不禁見。[116][117]
- 8月28日，在兩次侵襲台灣後，中央氣象局於晚間陸續解除天秤颱風的海上與陸上颱風警報，但繼8月23日重創恆春半島後，該颱風在蘭嶼造成可能是當地史上最嚴重風災。[118][119][120]
- 8月29日，前消防署署長黃季敏在任內辦理七項災害防救通信系統標案時，圖利廠商逾億元；調查局今發動搜索，在其住家及退休後轉任的台塑辦公室搜出市價逾新台幣2700萬元的金條共24塊。經過漏夜偵訊後，黃季敏被裁定收押禁見，其餘關係人則分別以新台幣7萬到20萬元交保。[121][122][123]
- 8月30日，大鵬航空一架編號B-68801的BN-2型空照機在花東縱谷執行空拍任務時，在花蓮卓溪山區失事墜毀，經過多日搜救後，於9月1日尋獲飛機殘骸、隔日確認機上三人均已罹難[124][125]
- 8月31日，纏訟逾20年的吳銘漢夫婦命案上午臺灣高等法院再更三審宣判，被告蘇建和、劉秉郎與莊林勳3人獲判無罪，並因適用速審法而正式定讞。[126][127][128]

### 9月
- 9月7日，為了宣示台灣對釣魚台列嶼的主權，總統馬英九一行首度登上距釣魚台約140公里的彭佳嶼，除了宣慰島上官兵，並與駐紮於東沙與南沙的海巡署部隊視訊連線。[129][130][131][132][133]
- 9月19日，總統府公布兩岸、外交及國安人事調整，包括王郁琦出任陸委會主委、林中森接任海基會董事長等、金溥聰出任駐美代表、林永樂出任外交部部長、賴幸媛轉任駐WTO大使、袁健生出任國安會秘書長等。[134][135]
- 9月24日，以宜蘭南方澳漁民為主的百艘台灣漁船啟程前往釣魚台列嶼海域，隔日抵達以宣示漁權，隨行護衛的12艘海巡署艦艇與日本海上保安廳的艦艇以互噴水柱對峙。期間台灣船隻距離釣魚台本島最近僅2.1浬。[136][137][138][139][140]
- 9月26日，行政院長陳冲下午召開記者會宣布明年基本工資調整案，大致依照勞委會之建議，時薪從現行之新台幣103元調高至109元，月薪則有條件從新台幣18,780元調高至19,047元。勞委會主委王如玄稍後在立法院接受質詢時宣布請辭。[141][142][143][144]
- 9月30日，新莊線東門站隨「忠孝新生 - 古亭」路段通車而啟用，捷運中和線不再與捷運淡水線直通運轉，改與新莊及蘆洲線直通運轉，新路線的名稱就以三條直通運轉的路線合稱，改名為「中和新蘆線」，而原「北投 - 南勢角」路線改為行駛至台電大樓站。

### 10月
- 10月1日，前日中華職棒獅象之戰，雙方為爭奪年度救援王獎項疑似「亂打」，聯盟宣布取消本年度救援王獎項，兩隊總教練中島輝士、陳瑞振各禁賽3場，罰款5萬元，象隊投手葉詠捷、獅隊打者李育儒各禁賽3場。[145]
- 10月8日，基隆市長張通榮在上月14日為一名毆打警員的女子關說，基隆地檢署本日依妨害公務、縱放人犯等罪將其起訴。[146][147]
- 10月16日，壹傳媒宣布與中信金少東辜仲諒簽訂合作意向書，將以新台幣175億元出售蘋果日報、壹週刊、壹電視等在台業務。[148][149]
- 10月18日，2012年台灣大賽結果揭曉，Lamigo桃猿以5戰4勝的成績擊敗統一7-ELEVEn獅，拿下職棒23年總冠軍。[150][151]
- 10月22日，中華職棒興農牛隊宣布將停止經營，並對外尋求其他企業接手。[152][153][154]
- 10月23日，署立新營醫院北門分院在凌晨疑因院內護理之家病友縱火發生火警，院方雖緊急疏散病患，但仍造成護理之家的12名老人吸入過多濃煙致死、60人嗆傷送醫。[155][156]
- 10月25日，林益世索賄案偵查終結，特偵組將前行政院秘書長林益世，以及涉嫌協助藏匿賄款的林妻彭愛佳、林母沈若蘭、林兩名舅舅沈煥璋與沈煥瑤等5人起訴，但未具體求刑。台北地院稍後裁定林益世以新台幣5000萬元交保。特偵組另將以污點證人身分揭發該弊案的地勇公司負責人陳啟祥交由高雄地檢署分案偵辦。[157][158][159][160][161][162][163]
- 10月27日，第十屆台北同志大遊行，主要訴求為「革命婚姻──婚姻平權，伴侶多元」，23國共6萬5千人參與。[164][165]
- 10月28日，號稱台灣史上規模最大的台北雙子星聯合開發案，在經過4次招標失敗後正式標出，由日本森集團、台灣互助營造、馬來西亞怡保花園集團等多國公司組成的太極雙星團隊得標。[166][167]
- 10月29日，海軍大氣海洋局前政戰處長張祉鑫中校及其他7名退伍軍官，疑因前往中國大陸時被共軍吸收，將攸關潛艦作戰機密的氣象水文資料洩漏給共軍。軍方表示涉案軍官已遭到軍法機關逮捕與起訴。[168][169][170][171][172]

### 11月
- 11月3日，國內稻米三大品牌之一的金墩米，公布自行送驗檢出農藥殘留超標，各大通路隨即全面下架；但相關政府單位在隔天表示檢驗資料均為合格，疑似廠商自擺烏龍。[173][174][175]
- 11月12日，台灣高檢署檢察官陳玉珍在擔任板橋地檢署主任檢察官時，涉嫌包庇電玩業者並收賄，特偵組在偵訊後向台北地院聲請羈押禁見於隔日獲准。[176][177][178][179]
- 11月15日，台大計劃將其所有的台北市紹興南村土地改建為校舍，在未妥善協調的情況下，便要求居住於的年長居民搬離。為表示對台大校方的不滿，台大學生和紹興南村居民在台大校慶當日發動抗議與靜坐絕食。[180][181]
- 11月23日，內政部審查通過桃園縣改制直轄市計畫案，將於2014年12月25日升格為桃園市。[182]
- 11月24日，第49屆金馬獎頒獎典禮在宜蘭縣羅東文化工場舉行，劉青雲與杜琪峯以《奪命金》拿下最佳男主角獎與最佳導演獎，桂綸鎂憑《女朋友。男朋友》獲得最佳女主角獎，最佳劇情片獎則由《神探亨特張》奪得。台灣電影在本屆僅得2個正式獎項，創下歷屆金馬獎獲獎數目最少紀錄。[183][184]
- 11月30日，南投縣長李朝卿因涉嫌於道路災修工程收取回扣，遭南投地方法院裁定收押禁見。[185]

### 12月
- 12月9日，一台搭載新北市泰山國小校友的22人座中型遊覽車，在行經新竹尖石司馬庫斯部落附近道路時，疑因會車時引擎熄火墜落山谷，導致13人死亡、10人受到輕重傷。[186][187]
- 12月17日，義联集團正式接手經營中華職棒興農牛隊，並更名為義大犀牛。[188]
- 12月21日，法務部批准曾思儒、洪明聰、陳金火、廣德強、黃賢正、戴德穎等6名死刑犯之執行令，於台北、台中、台南、高雄等地執行槍決。[189][190][191][192]

## 出生
参见： 2012年出生
- 5月19日——陳天霖：演員。

## 逝世
- 1月2日——陳燁，台灣小說家。
- 1月2日：霍秀貞，44歲，藝人，前小象隊成員。[193]
- 1月3日：鳳飛飛，59歲，歌手，因肺癌病逝於香港。[194]
- 1月4日：王篤學，76歲，中國時報前社長，因中風引發腎衰竭、敗血症病逝。[195]
- 1月5日：

1. 林芷瀅，22歲，2012年東京台灣女學生命案遇害者，被發現在草苑日語學校學生宿舍遇害。[196]
2. 朱立婕，24歲，2012年東京台灣女學生命案遇害者，被發現在草苑日語學校學生宿舍遇害。[196]

- 1月6日：卓勝利，62歲，資深藝人。[197][198]
- 1月9日：張志揚，31歲，2012年東京台灣女學生命案嫌疑犯。[199]
- 1月11日——溫知新，台灣語言學家。
- 1月11日：何瑞達，55歲，電影製作人。[200][201]
- 1月14日：盧會亭，84歲，立法委員盧秀燕、電視新聞主播盧秀芳的父親。[202]
- 1月17日：蔡崇輝，51歲，台鐵太魯閣號列車司機，因公殉職。[203][204]
- 1月23日：郭雪湖，104歲，畫家，與林玉山、陳進於1927年並列「台展三少年」。[205]
- 1月24日：吳家錄，85歲，新光金控副董事長，是台灣保險業備受敬重的「保險爺爺」，病逝於台大醫院。[206]
- 1月26日：曾水源，64歲，第十七屆基隆市議會副議長，因癌症病逝。[207]
- 1月27日：許家誠，9歲，抗癌小鬥士「豆豆」，罹患神經母細胞瘤，因多重器官衰竭病逝。[208]
- 1月29日——陳振輝，台灣政治人物。
- 1月30日：

1. 曾鼎煌：81歲，美利達自行車集團創辦人，因病辭世。[209]
2. 陳哲雄：60歲，中華民國空軍中將，曾任前總統陳水扁的最後一任侍衛長與空軍司令部政戰主任，大腸癌病逝。[210]

- 1月31日——倪海廈，台灣中醫師。
- 2月1日：陳白梅，82歲，已故畫家陳澄波的三女。[211]
- 2月4日：吳耀庭，86歲，號稱百貨業的南霸天，大統集團創辦人。[212]
- 2月8日：曲自立，77歲，體育記者、作家、評論員，撰寫美國NBA職業籃球賽報導與評論文章卅餘年，感冒感染造成肺積水。[213]。
- 2月11日：王桂榮，82歲，台美基金會創辦人。[214]
- 2月12日：曾紀恩，90歲，棒球員，曾任兄弟象總教練，同時也是2007年運動精英獎的終身成就獎得主。[215][216]
- 2月17日：田明，75歲，本名黃鈺清，演員，2007年以公視《娘惹滋味》入圍迷你劇集最佳男配角獎，攝護腺癌病逝。[217]
- 2月20日：黃崑巖，79歲，國立成功大學醫學院創院院長，著有《黃崑巖談教養》等書。[218]
- 2月22日：鄭堯仁，50歲，科技大廠技嘉科技子公司集嘉通訊總經理。[219]
- 2月25日——李焜培，台灣畫家、教授。
- 2月25日：陳之藩，87歲，著名教授、文學家。[220]。
- 3月9日：龍思良，75歲，資深畫家、攝影師，曾為武俠小說家古龍的作品繪製封面。[221]
- 3月15日：趙慕嵩，76歲，前聯合報、中國時報資深記者、作家、資深評論員，外號「趙老大」，因癌症逝世。[222][223]
- 3月23日：洪瑞襄，42歲，音樂劇、舞台劇及電視劇演員，曾擔任台北愛樂合唱團女高音，燒炭自殺身亡。[224]
- 3月28日——劉真，台灣教育界人物。
- 4月1日：張美瑤，71歲，資深影、視演員，因心肺衰竭逝世。[225]
- 4月6日——林逸築，台灣模特兒。
- 4月7日——郭茂林，台灣建築學者，是將摩天大樓引入日本的建築師。
- 4月11日：德珍，37歲，知名插畫家，有「東方畫姬」之稱。[226]
- 4月30日：陳千武，90歲。文學家，本名陳武雄，筆名桓夫、陳千武，為笠詩社發起人，曾任台灣筆會會長、台中市文化中心主任。[227]
- 5月2日——廖文生，前國代、台聯雲林縣黨部前主委，國立虎尾科技大學財務金融系兼任講師，燒炭自殺身亡。[228]
- 5月7日——高魁元，中華民國陸軍一級上將，曾任陸軍總司令、參謀總長、總統府參軍長、國防部部長、總統府戰略顧問等要職，於晚間9點41分，因多重器官衰竭病逝於三軍總醫院。[229]
- 5月16日——邱永漢（日語：邱 永漢），旅日台灣作家、實業家、經濟評論家，有「日本股神」、「賺錢之神」等封號。曾榮獲日本文學界最重要獎項之一的直木獎。[230]（1924年出生）
- 5月16日——楊寶發，政治人物，曾任臺南縣縣長、內政部政務次長。（1930年出生）
- 5月30日——林秋瀨，台灣慈善家。
- 5月31日——石松，台灣電視演員、主持人。
- 6月7日：何炳棣，95歲，歷史學家，中央研究院院士。[231]
- 6月12日：黃敏，85歲，音樂家，金曲獎「特別貢獻獎」得主、資深創作人。[232]
- 6月15日：明驥，91歲，中影公司前製片廠廠長、總經理，被譽為「台灣新電影之父」。[233]
- 6月18日：陳鏡村，81歲，企業家，耐斯集團創辦人。[234]
- 6月20日：廖福本，75歲，政治人物，曾任第二、三、四屆立法委員，多重器官衰竭病逝。[235]
- 6月23日——謝瑞立，台灣慈善家。
- 6月25日——郭國銓，台灣醫師，是郭綜合醫院的創辦人。
- 7月1日：王月蘭，93歲，台塑創辦人王永慶元配，因自然衰老，病逝林口長庚醫院。[236]
- 7月3日：張步桃，72歲，台灣中醫師，榮星中醫診所創辦人。
- 7月14日——凌鏡寰，台灣籃球運動選手、籃球隊教練。
- 7月15日：溫興春，87歲，教育家、政治人物，因胰臟癌病逝。[237]
- 7月20日：余炳賢，37岁，演員、主持人，因肺炎病逝。[238]
- 7月21日——齊沛林，台灣田徑運動選手。
- 7月27日：陳萬水，72歲，親民黨主席宋楚瑜夫人，因大腸癌病逝。[239]
- 7月29日：彭蔭宣，76歲，台灣建築師，已故陸軍一級上將彭孟緝之子，跳樓自殺身亡。[240]
- 8月2日：王明祥，50歲，新北市政府警察局三峽分局圳頭派出所所長，因颱風天巡邏而溺斃身亡。[241]
- 8月5日：劉永嘉（Donald C. Liu），50歲，美籍華裔醫師、芝加哥大學醫學院附屬醫院小兒外科醫師，度假時拯救溺水兒童不幸溺斃身亡。[242][243]
- 8月12日：鍾鼎文，100歲，台灣詩人。[244]
- 8月13日：廖秀年，100歲，台灣首位國小女校長。[245]
- 8月14日：林義博，69歲，台中太陽餅老店「太陽堂」第二代老闆。肺癌病逝。[246]
- 8月16日——許昆龍，台灣政治人物。
- 8月16日：上官亮，本名陳萬里，85岁，台灣兒童節目主持人，因胃癌病逝。[247]
- 8月17日：鍾瑛，本名鍾秀卿，88岁，台灣歌手、演員、主持人和編劇，因癌症逝世。[248]
- 8月18日：蔡耀星，39岁，身障游泳選手，有「獨臂蛙王」之稱。[249]
- 8月20日：潘麗莉，62歲，台灣民謠歌手，歌曲「花戒指」為其代表作。因肺腺癌辭世。[250]
- 8月22日：單國璽，89歲，天主教高雄教區榮休主教，也是第一位在臺灣產生的天主教樞機，肺腺癌病逝。[251]
- 8月23日：成世光，98歲，天主教台南教區榮休主教，曾任台中市衛道中學校長。[252]
- 8月24日：劉燉亮，66歲，台灣宜蘭縣三星鄉鄉長，肺腺癌病逝。[253]
- 8月27日：梁陳蘭，77歲，藝名白香蘭，40年代紅極一時的黑貓歌舞團舞者與歌仔戲演員，因敗血性休克急救無效過世。[254]
- 9月1日——黃守誠，台灣作家。
- 9月5日：

1. 倚岕·穌隆：66歲，新竹縣尖石鄉司馬庫斯泰雅族部落精神領袖。[255]
2. 孫德成：59歲，台灣配音員。[256]

- 9月7日：余德慧，61歲，台灣心理學者、《張老師月刊》創辦人。[257]
- 9月12日：陶大偉，70歲，台灣資深藝人、陶喆之父，因心臟病情惡化逝世。[258][259]
- 9月16日：吳祥木，70歲，台灣棒球教練，曾帶領中華成棒隊在1984年洛杉磯奧運棒球表演賽中拿到銅牌。[260][261]
- 9月17日：倪菀謙，46歲，台灣前舉重國手。[262]
- 9月30日——陳少廷，台灣政治學者。
- 10月3日：王同義，37歲，中華民國空軍中校，在法國進行幻象2000飛行訓練時墜機身亡。[263]
- 10月5日：謝瑞智，77歲，中華民國法學學者，曾任國大代表、中央警察大學校長。[264]
- 10月6日：干淡如，88歲，旅日台灣歌手歐陽菲菲及台北市議員歐陽龍的母親。[265]
- 10月9日：劉啟民，49歲，友立資訊總經理，台灣國立交通大學教授。[266]
- 10月11日——林書揚，台灣社會運動人物。
- 10月17日——吳清波，台灣雕刻家。
- 10月19日：申東靖，29歲，台灣男藝人，曾為可米小子成員。[267]
- 10月21日：勞思光，85歲，中央研究院院士，華梵大學哲學系教授。[268]
- 10月22日：陳壽彝，79歲，台灣廟宇彩繪大師、文化部指定重要傳統藝術保存人。[269][270][271]
- 10月23日：徐堅，59歲，台灣藝人ASOS姐妹的父親。[272]
- 10月24日——姚宗鑑，台灣神父，是聖心中學創辦人。
- 11月3日——黃吳秀妹，台灣慰安婦。
- 11月3日——施鐘响，台灣政治人物。
- 11月3日：楊玉斌，53歲，台灣幫派四海幫幫主。[273]
- 11月5日：林炳文，國立成功大學醫學院附設醫院院長，因淋巴癌病逝，享年61歲。[274]
- 11月6日：黃吳秀妹，96歲，台灣人，全球最高齡的慰安婦。[275]
- 11月9日：施鐘响，76岁，曾任中華民國高雄市議員、省議員、2屆監察委員。糖尿病病逝。[276]
- 11月10日：趙若伊，24歲，網路暱稱「抗癌美女」以上傳「罹病化妝術」，教導癌友勇敢面對病痛，並漂亮活著每一天。因惡性骨肉癌擴散逝世。[277]
- 11月11日：蕭啟慶，75歲，台灣學者，知名蒙古暨元朝史學家、中央研究院院士、國立清華大學榮譽講座教授。[278]
- 11月12日：張錦文，79歲，台灣知名醫院管理專家。[279]
- 11月30日——董榕森，台灣作曲家、指揮家。
- 12月1日——陳為忠，台灣教育家，曾任台中高工校長、聯合工專校長。
- 12月6日：辜濂松，79歲，台灣企業家，中國信託金融控股公司董事長，因腦部腫瘤逝世。[280]
- 12月7日：陳文郁，88歲，台灣蔬果育種家，培育出的新品種蔬果，總數超過1000個。因腦部忽然失血過量去世。 [281]
- 12月10日：黃文彥，71歲，台灣桃園縣大溪黃日香豆干第三代傳人、中華民國前總統蔣經國的十一位民間友人之一。[282]
- 12月18日：馮鵬年，84歲，台灣第一位氣象主播，淋巴癌病逝。[283]
- 12月21日：台灣死刑犯：曾思儒、洪明聰、陳金火、廣德強、黃賢正、戴德穎。[284]
- 12月25日：黃淑琦，41歲，台灣服裝造型設計師，墜樓身亡。 [285]
- 12月25日：姚南光，47歲，台灣皇象實業董事長，曾任台灣太平洋證券投資顧問股份有限公司董事長，自殺墜樓身亡。 [286]
- 12月26日，朱丁順，86歲，台灣屏東縣恆春民謠演唱家。[287]
- 12月26日，顏元叔，80歲，台灣著名的散文家及英語教育家，因肝癌病逝醫院。[288]
- 12月30日，陳秀寬，68歲，雲林北港總鋪師，與三好友挑戰花蓮「畢羊縱走」山道，失溫喪生。[289][290][291]
- 12月31日，楊登魁，74歲，台灣影視大亨，柏合麗娛樂傳媒董事長，八大電視股份有限公司榮譽主席，因腦中風惡化病逝於台北榮民總醫院。[292]